# کرم‌خوار

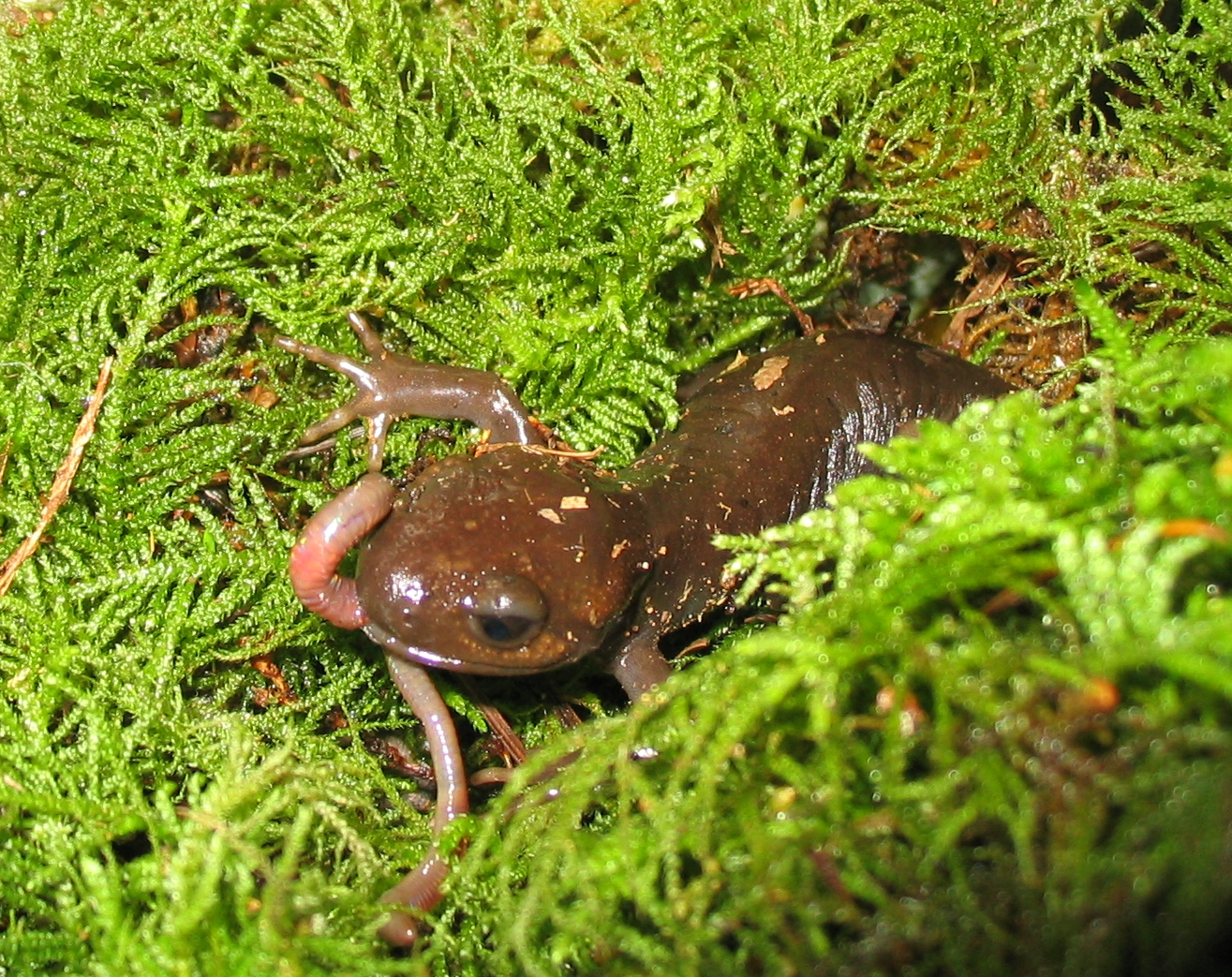
سمندر قهوه‌ای اقیانوس آرام در حال خوردن یک کرم

کرم‌خوار (به لاتین: Vermivore) (از واژهٔ لاتین vermi، به معنی "کرم" و vorare به معنی "بلعیدن")، یک اصطلاح جانورشناسی برای جانورانی است که کرم می‌خورند (از جمله کرم حلقوی و کرم لوله‌ای و دیگر جانوران کرم‌مانند). جانورانی که چنین رژیمی دارند به عنوان کرم‌خوار شناخته می‌شوند. برخی از تعاریف با توجه به رژیم غذایی کمتر انحصاری هستند، اما تعریف را به جانوران خاصی محدود می‌کنند، به عنوان مثال "تغذیه از کرم‌ها یا کرمینه (لارو) حشرات توسط پرنده.»
یک سرده کامل از سسک‌های جهان جدید به نام Vermivora هستند.